# Fielding H. Garrison
Pour les articles homonymes, voir Garrison.
Le colonel et docteur Fielding Hudson Garrison, né le 5 novembre 1870 à Washington où il est mort le 18 avril 1935, est un historien américain de la médecine. Son ouvrage An Introduction to the History of Medicine, publié en 1913, est un livre de référence dans ce domaine.